# Дамиани, Франческо
Франческо Дамиани (итал. Francesco Damiani, родился 4 октября 1958, Баньякавалло, Италия) — итальянский боксёр-профессионал, серебряный призёр Олимпийских игр 1984 года, чемпион мира среди профессионалов в тяжёлом весе по версии ВБО (WBO).

## Биография
Франческо Дамиани появился на свет 4 октября 1958 года в городке Баньякавалло, расположенном в административном регионе Эмилия-Романья. Знакомство с боксом у него произошло довольно поздно. Брат привёл Франческо в секцию, когда тому было 16 лет, а первый официальный поединок новичок провёл в 17-летнем возрасте. Но поскольку парень был очень одарён физически, спортивные успехи не замедлили к нему прийти. Первый раз Дамиани стал чемпионом Италии, ещё не достигнув 20 лет, — в 1978 году. Затем неоднократно подтверждал звание сильнейшего боксёра страны в своём весе. В 1979 году уже был включён в состав национальной сборной Италии. А спустя всего год Дамиани стал участником московской Олимпиады 1980.

## Любительская карьера
На ОИ-1980 — своём первом крупнейшем международном турнире —  Франческо не удалось блеснуть. Правда, в 1/8 финала он победил румына Теодора Пыржола со счётом 4:1. Но уже в четвертьфинале Дамиани, по мнению всех пяти боковых судей, «в одну калитку» проиграл советскому тяжу Петру Заеву, который затем стал серебряным призёром той Олимпиады. Однако молодого боксёра это поражение не надломило, и буквально через год Франческо праздновал свой первый значительный успех на международном ринге. На чемпионате Европы 1981 в Тампере (Финляндия) Дамиани завоевал золотую медаль, одолев в финале сильного советского супертяжа Вячеслава Яковлева со счётом 5:0.
Близок был Франческо к завоеванию золота и на чемпионате мира 1982 года в Мюнхене (ФРГ). В четвертьфинале именно этого турнира Дамиани одержал свою самую большую победу не только на любительском ринге, но и, пожалуй, во всей боксёрской карьере. Легендарному Теофило Стивенсону наш герой противопоставил единственно правильную тактику. Франческо, как и дважды до него Игорь Высоцкий, навязал высокорослому кубинцу неприятный для него бой на ближней дистанции. Остерегаясь коронного убийственного удара Стивенсона справа, Дамиани, перекрывшись блоком, сближался с ним и уже на безопасной для себя дистанции, пользуясь преимуществом в физической силе и мощи, пытался смять кубинца мощными размашистыми боковыми ударами с обеих рук. Стивенсон неожиданно потерялся под таким прессингом, его контрдействия были малоэффективными, к тому же итальянец, упреждая опасные для себя выпады, часто связывал его в клинче. В итоге с разгромным счётом 5:0 победа в этом бою была отдана Дамиани.
Легко пройдя в полуфинале болгарина Петра Стойменова, Франческо в финале вступил в поединок за золотую медаль с американцем Тайреллом Биггсом. Тот, как показало будущее, сыграл роль злого гения для Дамиани на протяжении всей любительской карьеры последнего. Заокеанский джеббер не только выиграл у него в решающем матче чемпионата мира 1982 со счётом 4:1, но и двумя годами позже победил Франческо на Олимпийских играх, а также нанёс итальянцу поражение и в третьем поединке — на матчевой встрече в Лос-Анджелесе в 1984 году. Впрочем, позднее, уже на профи-ринге, Дамиани всё-таки расквитался с Биггсом, хоть это и произошло спустя годы. А вернувшись с серебряной наградой мирового первенства, в следующем году Дамиани триумфально завершил выступления сразу на двух крупных международных турнирах.
Сначала в мае в болгарской Варне Дамиани на чемпионате Европы 1983 подтвердил звание лучшего боксёра части света в супертяжёлом весе. А затем в октябре стал победителем на проходившем у него на родине, в Риме, Кубке мира. В финале тех состязаний Франческо одолел американца Крэйга Пэйна со счётом 4:1. От перехода в профи Франческо удерживала только перспектива завоевания золотой медали на летней Олимпиаде 1984 года. К тому же те Игры бойкотировали страны социалистического лагеря, так что встречи с сильными кубинскими и советскими боксёрами остальным участникам не грозили. Но, нанеся своим соперникам на стадиях 1/4 и 1/2 досрочные поражения, в финале Дамиани опять попал на Тайрелла Биггса. Франческо вспоминает, что после очередного поражения (со счётом 1:4), понесённого от своего старого неудобного соперника, ему просто хотелось повесить перчатки на гвоздь, даже не переходя в профессионалы.

## Профессиональная карьера
В качестве профи Франческо дебютировал в 1985 году с Алоэ Гобо, которого нокаутировал в 3-м раунде.
Дамиани проводил свои бои в основном на родине, в Италии, лишь изредка боксируя в США. Среди соперников Франческо в первые годы выступлений в профи не было громких известных имён. Его аккуратно вёл к верхушкам мировых рейтингов опытнейший и авторитетнейший итальянский менеджер и промоутер Умберто Бранчини, который был принят в члены двух главных Залов славы мирового бокса — IBHOF и WBHOF.
Добиваясь досрочных побед, Дамиани последовательно одолел Эдди Грегга и получил интернациональный титул WBC, а затем вышел победителем в поединке с Андерсом Эклундом и завоевал титул чемпиона Европы.
В октябре 1988 года состоялся бой Франческо Дамиани с Тайреллом Биггсом. 1-й раунд начался с разведки джебами на дальней дистанции, в котором Биггс переигрывал своего соперника, однако в конце раунда Дамиани пошёл вперёд и выровнял положение. 2-й раунд проходил на средней и ближней дистанции с небольшим преимуществом Дамиани. Оба боксёра сумели потрясти друг друга в этом раунде. С 3-го раунда Дамиани начал доминировать в бою, разрывая дистанцию и пробивая мощные серии. В 5-м раунде после одной из атак у Биггса образовалось рассечение, угол Биггса принял решение об остановке боя.
Вскоре после победы над Биггсом Дамиани провёл очередную защиту титула чемпиона Европы, после чего вышел на бой за звание чемпиона мира. В мае 1989-го состоялся бой за титул WBO в супертяжёлом весе между Франческо Дамиани и белым южноафриканцем Джонни Дю Плуем. Уступающий в весе итальянцу африканец попытался было вести бой за счёт маневренности и скоростной работы на дальней дистанции. Но это ему удавалось только до середины 3-го раунда, когда массивный Дамиани достал его убойной трёхударной комбинацией в голову левый боковой — правый кросс — левый боковой. Дю Плуй завалился под канаты и не смог подняться до окончания отсчёта рефери.
В декабре 1989 года Франческо провёл и первую защиту титула. Его соперником стал небитый аргентинец Даниэль Эдуардо Нето, который продержался против ударной мощи итальянца только неполных два раунда. После нескольких падений аргентинца встреча была остановлена.
Затем, проведя два нетитульных победных боя, в январе 1991 года Дамиани отправился в США для второй защиты титула, в которой его соперником должен был стать чемпион сеульской Олимпиады 1988 года, на то время небитый американский проспект Рэй Мерсер. Франческо, несмотря на внешнюю неатлетичность,  боксировал для своего веса довольно быстро, грамотно и технично. Так, в бою против жёсткого, крепко бьющего Безжалостного Мерсера действовал преимущественно с дистанции: подскакивал к сопернику, наносил ему несколько точных ударов — и либо отходил назад, либо вваливался в клинч. Такая тактика приносила Дамиани успех. После 8-го раунда он уверенно вёл на картах всех трёх боковых судей со счётом 79-73, 79-74 и 78-74. Но на исходе 9-го раунда произошло экстраординарное для боксёрских поединков событие: выброшенный Мерсером левый апперкот по касательной прошёл  по фронтальной части лица противника — удар не попал по подбородку, но сломал нос. Франческо упал и не смог затем продолжать бой из-за адской боли, сопровождающей подобные повреждения. Так Дамиани потерял свой чемпионский титул.
В ноябре 1991 года ему представился шанс провести бой за титул абсолютного чемпиона мира. Первоначально был намечен поединок между американскими боксёрами Майком Тайсоном и Эвандером Холифилдом, но Майк сломал на тренировке ребро, и в качестве замены Тайсона была выдвинута кандидатура Дамиани. Однако затем и Франческо травмировался во время подготовки к бою, что лишило его возможности попытаться стать чемпионом мира по престижным версиям и получить крупный гонорар. Как известно, окончательной заменой соперника для Холифилда в той схватке стал его соотечественник Берт Купер.
После этого Дамиани оставался на ринге ещё два года. Его двумя финальными боями стала победа по очкам над бывшим чемпионом мира Грегом Пейджем и поражение техническим нокаутом в 8-м раунде от будущего чемпиона мира Оливера Макколла. После проигрыша «Атомному Быку» Франческо решил повесить перчатки на гвоздь.

## После бокса
Для широкой боксёрской общественности имя итальянского чемпиона всплыло в начале 2000-х: с 2002 по 2006 год Дамиани был вторым тренером национальной сборной Италии по любительскому боксу. Обучившись многим премудростям тренерской деятельности у возглавлявшего тогда итальянскую команду Назарено Мелы, Франческо сменил его на посту главного тренера сборной своей страны.
 
Под руководством Дамиани итальянские боксёры-любители добились очень хороших результатов на крупнейших международных соревнованиях. На чемпионате мира 2007 года в Чикаго золотых наград удостоились итальянские боксёры в двух самых тяжёлых весовых категориях — Клементе Руссо в весе до 91 кг и Роберто Каммарелле в весе свыше 91 кг. На Олимпиаде в Пекине в 2008 году в активе сборной Италии оказался полный комплект из трёх медалей разного достоинства: золото выиграл Каммарелле, серебро Руссо, а бронзы удостоился «мухач» Винченцо Пикарди. На домашнем же чемпионате мира 2009 года в Милане итальянская команда повторила свой чикагский успех — чемпионами мира стали супертяж Каммарелле и легковес Доменико Валентино.